# 第2屆坎城影展
第2屆坎城影展於1947年9月12日至9月25日在法國坎城舉行。原定舉辦影展的新建築節慶宮還沒有準備好，影展在許多技術和財務問題的情況下舉行。 1947年，影展的整個評審團都是法國人。六個獎項授予不同類別的電影。

## 評審團
以下人士被選為長片和短片的評審團：
- 喬治·豪斯曼（法语：Georges Huisman）：歷史學家（評審團主席）
- 雷蒙·波德利（英语：Raymond Borderie）：製片人（CNC成員）
- 喬治·卡里爾（Georges Carriere）：影迷
- 讓-弗朗索瓦·喬松（Jean-François Chosson）：CNC官方代表
- 約瑟夫·多帝（Joseph Dotti）：影迷
- 埃斯庫特（Escoute）：坎城市官方代表
- 尚恩·葛雷米隆（英语：Jean Grémillon）：導演
- 羅伯特·休伯特（Robert Hubert）：美術執導
- 亞歷山大·卡門卡（英语：Alexandre Kamenka）：製片人
- 吉恩·米納爾（法语：Jean Mineur）：CNC官方代表
- 亨利·莫雷（Henri Moret）：影迷
- 吉恩·內利（Jean Nery）：評論家
- 莫里斯·佩里塞特（法语：Maurice Périsset）：影迷
- 喬治·拉吉斯（Georges Raguis）：工會成員
- 勒內·珍妮（英语：René Jeanne）：影迷
- 喬治·洛蘭（英语：Georges Rollin）：演員
- 雷吉斯·魯賓（Régis Roubin）：影迷
- 馬克-吉伯特·索瓦霍（英语：Marc-Gilbert Sauvajon）：導演
- 西嘉隆（Segalon）：影迷
- 雷內·西爾維亞諾（英语：René Sylviano）：作曲家

## 競賽長片
以下電影參與角逐金棕櫚獎：
| 中文片名                  | 原文片名                         | 導演                     | 製作國 |
| ------------------------- | -------------------------------- | ------------------------ | ------ |
| 《聖讓橋的戀人》          | Les Amants du pont Saint-Jean    | 亨利·德科恩              | 法國   |
| 《安東與安東妮》          | Antoine et Antoinette            | 雅克·貝克                | 法國   |
| 《自食惡果》              | Boomerang!                       | 伊力·卡山                | 美国   |
| 《上尉的女兒》            | La figlia del capitano           | 馬利歐・卡麥里尼         | 義大利 |
| 《貓》                    | La gata                          | 馬利歐・索菲奇           | 阿根廷 |
| 《追逐》                  | The Chase                        | 亞瑟·里普利              | 美国   |
| 《十字炮火》              | Crossfire                        | 愛德華·迪麥特雷克        | 美国   |
| 《詛咒合唱團》            | Les Maudits                      | 勒內·克萊芒              | 法國   |
| 《小飞象》                | Dumbo                            | 班·夏普斯汀              | 美国   |
| 《約翰·史密斯的罪行》     | Il delitto di Giovanni Episcopo  | 艾伯托·拉圖瓦達          | 義大利 |
| 《常春藤》                | Ivy                              | 山姆·伍特                | 美国   |
| 《喬森的故事》            | The Jolson Story                 | 阿爾弗雷德·E·格林        | 美国   |
| 《終結遊戲》              | Les jeux sont faits              | 让·德拉努瓦              | 法國   |
| 《雙重生活》              | Sperduti nel buio                | 卡米洛·馬斯特羅辛克      | 義大利 |
| 《開羅皮匠馬勞夫》        | Marouf Savetier du Caire         | 吉恩·莫朗（Jean Mauran） | 摩洛哥 |
| 《我自己的劊子手》        | Mine Own Executioner             | 安東尼·金明              | 英国   |
| 《巴黎1900》              | Paris 1900                       | 妮可·韋德雷斯            | 法國   |
| 《作繭自縛》              | Possessed                        | 柯帝斯·伯恩哈特          | 美国   |
| 《駛向印度的船》          | Skeep till India land            | 英格瑪·柏格曼            | 瑞典   |
| 《多洛雷斯之歌》          | La copla de la Dolores           | 貝尼托·佩羅霍            | 西班牙 |
| 《瑪莎·艾弗斯的奇異愛情》 | The Strange Love of Martha Ivers | 劉易斯·邁爾斯通          | 美国   |
| 《導師》                  | A Tanítónő                       | 馬頓・凱勒帝             | 匈牙利 |
| 《兩個女人》              | Två kvinnor                      | 阿諾德·舍斯特蘭德        | 瑞典   |
| 《齊格菲歌舞團》          | Ziegfeld Follies                 | 文森特·明内利            | 美国   |

## 競賽短片
以下短片參與角逐短片金棕櫚獎：
| 中文片名               | 原文片名                       | 導演                              | 製作國 |
| ---------------------- | ------------------------------ | --------------------------------- | ------ |
| 《在撒哈拉世界的大門》 | Aux portes du monde saharien   | 羅伯特·韋爾奈                     | 法國   |
| 《白色牧場》           | Bianchi pascoli                | 盧西亞諾·艾默                     | 義大利 |
| 《潜水艇獵人》         | Cacciatori Sottomarini         | 阿利亞塔（Alliata）               | 義大利 |
| 《北極敞篷車》         | Caravane Boréale               | 休伊·華萊士（Hugh Wallace）       | 加拿大 |
| 《創建者》             | De Stichter                    | 查爾斯·德庫克萊爾                 | 比利时 |
| 《日光浴》             | Escale Au Soleil               | 亨利·維尼爾                       | 法國   |
| 《波蘭水災》           | Powódź                         | 傑日·博薩克 瓦茨瓦夫·卡茲米爾查克 | 波蘭   |
| 《亡靈島》             | L'Ile Aux Morts                | 諾曼·麥克拉倫                     | 加拿大 |
| 《巴斯德的生物學作品》 | L'Oeuvre Biologique de Pasteur | 吉恩·潘勒韋                       | 法國   |
| 《小共和國》           | La Petite République           | 維克托·維卡斯                     | 法國   |
| 《埃克特納赫的舞者》   | Les Danseurs D'Echternach      | 伊維·弗里德里希                   | 盧森堡 |
| 《新面孔回來了》       | New Faces Come Back            | 李察·戴維斯（Richard Davis）      | 加拿大 |
| 《土星狂想曲》         | Rhapsodie de Saturne           | 尚恩・伊姆格                      | 法國   |
| 《春天的覺醒》         | Risveglio di Primavera         | 皮耶特羅·弗朗西斯                 | 義大利 |
| 《柏柏爾交響曲》       | Symphonie Berbère              | 安德烈·茨沃博達                   | 摩洛哥 |
| 《給老師的茶》         | Tea For Teacher                | W·M·拉金斯（W. M. Larkins）       | 英国   |

## 獎項
以下電影獲得了第2屆的獎項：

### 長片
- 金棕櫚獎－最佳音樂喜劇（Grand Prix – Comédies musicales）：《齊格菲歌舞團》－文森特·明内利
- 金棕櫚獎－最佳心理與愛情電影（Grand Prix – Films psychologiques et d'amour）：《安東與安東妮（英语：Antoine et Antoinette）》－雅克·貝克
- 金棕櫚獎－最佳動畫設計（Grand Prix – Dessin animé）：《小飞象》－班·夏普斯汀（英语：Ben Sharpsteen）
- 金棕櫚獎－最佳社交電影（Grand Prix – Films sociaux）：《十字炮火（英语：Crossfire (film)）》－愛德華·迪麥特雷克（英语：Edward Dmytryk）
- 金棕櫚獎－最佳冒險與犯罪電影（Grand Prix – Films d'aventures et policiers）：《詛咒合唱團（英语：The Damned）》－勒內·克萊芒

### 短片
- 短片金棕櫚獎：《波蘭水災（法语：Inondations en Pologne）》－傑日·博薩克（法语：Jerzy Bossak）和瓦茨瓦夫·卡茲米爾查克（波兰语：Wacław Kaźmierczak）

## 其他媒體
- Institut National de l'Audiovisuel: Opening of the 1947 Festival （页面存档备份，存于） (commentary in French)
- INA: Stars at the 1947 Festival （页面存档备份，存于） (mute)
- INA: Construction of the Palais des festivals （页面存档备份，存于） (commentary in French)

## 外部連結
- Official website Retrospective 1947 的存檔，存档日期2019-09-07.
- Cannes Film Festival Awards for 1947 （页面存档备份，存于） at Internet Movie Database